# آدرین هانبدجی
آدرین هانبدجی (انگلیسی: Adrien Houngbédji؛ زادهٔ ۵ مارس ۱۹۴۲) سیاست‌مدار اهل بنین است. وی از ۹ آوریل ۱۹۹۶ تا ۱۴ مه ۱۹۹۸ نخست‌وزیر این کشور بود.